# Hello! (梶裕貴の曲)
「Hello!」（ハロー）は、梶裕貴の楽曲。彼の2枚目のシングルとして2012年9月5日にLantisから発売された。

## 概要
前作「sense of wonder」から半年ぶりのリリースとなる2012年2作目のシングル。表題曲「Hello!」は、テレビ東京『アニソンぷらす』の2012年9月度オープニングテーマに起用された。なお本作のリリースは『声優グランプリ』2012年6月号で発表された。ちなみに本作の発売は梶の誕生日の2日後であり、このことは前作の3曲目に収録されている「HOME」との類似性が窺える。
販売形態は前作同様CD+DVDであり、DVDには表題曲「Hello!」のPVとメイキング映像が収録されている。PVの内容は、梶の想いを代弁した中学生の男の子が好きな女の子に片想いする甘酸っぱい内容になっており、プロデュースも梶自身が行なっている。2012年8月10日にYouTubeのLantis公式チャンネル『Lantisちゃんねる』からPVのショートバージョンが配信された。
本作の発売記念イベント『Lantisゼミナール 秋の特別講習[科目：梶 裕貴]」』が2012年9月8日、9月9日に東京と大阪で開催された。内容は、前半で筆記試験を行い、後半で梶による特別講習（トークイベント）が実施された。

## チャート成績
2012年9月17日付のオリコン週間シングルチャートで14位を獲得。初動売上は8,654枚を記録し前作から約0.2万枚減少した。デイリーチャートでは、9月5日付で最高位の11位を獲得した。また、2012年9月度のオリコン月間シングルチャートで43位を獲得。推定売上枚数は1.0万枚を記録した。
2012年9月17日付のBillboard JAPAN HOT 100で68位、Billboard JAPAN Hot Singles Salesで13位、Billboard JAPAN Hot Animationで4位を獲得した。自身のシングル作品がBillboard JAPAN Hot AnimationでTOP5入りするのは初。
2012年9月3日から9月9日調査分のサウンドスキャンの週間シングルCDソフトTOP20で15位、2012年9月15日放送分のCOUNT DOWN TV内のThis Week's TOP 100で25位を獲得した。

## 収録曲
（全作詞：梶裕貴）
1. Hello! [4:34]
作曲：田淵智也、編曲：清水哲平
テレビ東京『アニソンぷらす』2012年9月度オープニングテーマ
歌詞はB型の女性に片想いする甘酸っぱい内容になっているが、これは梶自身が女性に抱く妄想がB型が多いためである[3]。偶然だが、作曲した田淵はB型である。
2. ジャイキリ [4:52]
作曲：田淵智也、編曲：宮崎誠
UNISON SQUARE GARDENの田淵智也と音楽活動に関する話をした際に梶が作った詞を田淵に渡して後日彼が仕上げた楽曲で、梶の本質が歌詞に表現されている[3]。
3. ふあんふあん [2:43]
作曲・編曲：関野元規
不安に揺れる心理状態が歌詞に反映されており、タイトルも、スタッフの一人が不安で一杯だったため、「ふあんふあん」に置き換えて気持ちが楽になったために付けられた[3]。
4. Hello!（Instrumental）
5. ジャイキリ（Instrumental）
6. ふあんふあん（Instrumental）

DVD
1. Hello!（Music Clip）
2. Making of "Hello!"